# Ionel Nițu
Ionel Nițu (n. 9 aprilie 1972), este un analist de intelligence român, fost colonel în Serviciul Român de Informații, antreprenor, profesor asociat, membru fondator și președinte al New Strategy Center, un think-tank fondat în 2015, specializat în politici de securitate, apărare și relații internaționale.

## Biografie
Ionel Nițu s-a născut la 9 aprilie 1972, în România. A absolvit Academia Națională de Informații „Mihai Viteazul”, iar ulterior a obținut titlul de doctor în Științe Militare și Informații. Deține o experiență extinsă în domeniul analizei de intelligence, atât în sectorul public, cât și în cel privat.
În perioada 1996–2012, a activat în cadrul Serviciului Român de Informații, unde a ocupat, printre altele, funcția de șef al Direcției de analiză. După încheierea carierei instituționale, s-a implicat în activități antreprenoriale și de consultanță strategică, fondând mai multe entități în domeniul securității și analizei informaționale, printre care New Strategy Center, Red Team Analytx, IntelSeCo și CAIET.
Este fondator și președinte al New Strategy Center, un think-tank românesc specializat în politică externă, securitate și apărare, recunoscut pentru organizarea anuală a forumului internațional „Black Sea and Balkans Security Forum”.
Pe plan academic, Ionel Nițu a fost profesor asociat la mai multe instituții de învățământ superior din România, inclusiv la Academia Națională de Informații, Academia de Studii Economice din București, Universitatea Babeș-Bolyai din Cluj-Napoca și Școala Națională de Studii Politice și Administrative. A susținut cursuri și conferințe pe teme legate de analiza de intelligence, securitate națională, geopolitică și strategie.
Este autorul mai multor publicații de specialitate, printre care volumele Intelligence Analyst Guide și Ars Analytica. De asemenea, a contribuit cu articole și analize în reviste academice și volume colective dedicate domeniului securității.

## Educație
Ionel Nițu a absolvit Academia Națională de Informații „Mihai Viteazul”, unde a obținut și un doctorat în științe militare și informații. Studiile sale au fost axate pe intelligence strategic, dezvoltarea de metodologii de analiză de intelligence, amenințările la adresa securității naționale, geopolitică și relații internaționale.
De asemenea, a urmat studii de securitate și apărare la Universitatea din București, la Școala Națională de Studii Politice și Administrative (SNSPA) și la Universitatea Națională de Apărare „Carol I” (UNAp). A fost influențat de modelele occidentale de analiză a informațiilor și de strategiile de intelligence aplicate în statele NATO. 

## Carieră
Începând cu anul 1996, Ionel Nițu a lucrat timp de 16 ani în SRI, unde a coordonat Direcția Generală de Analiză. A fost implicat în elaborarea unor politici publice de securitate națională și a contribuit la analiza riscurilor geopolitice pentru România. În cadrul SRI, a dezvoltat metodologii de analiză a amenințărilor, inclusiv terorism, spionaj economic și securitate cibernetică. Conform propriului CV, a fost decorat de două ori de președintele României.
După plecarea din SRI, a fondat mai multe companii de consultanță în intelligence economic și securitate cibernetică, inclusiv IntelSeCo Services, specializată în audit de securitate, Centrul de Analiză a Informațiilor și Evaluare a Tendințelor (CAIET), o platformă pentru analiza geopolitică și de intelligence aplicat, și Red Team Analytx.
Din 2013 a fost președintele Asociației Specialiștilor în Informații de Afaceri (ASIA), iar din 2015 este președintele New Strategy Center, organizație care dezvoltă parteneriate internaționale și colaborează cu experți NATO, UE și din sectorul privat.

### Activitate în cadrul New Strategy Center
În calitate de președinte al New Strategy Center, Ionel Nițu a coordonat organizarea anuală a Black Sea and Balkans Security Forum – una dintre cele mai importante conferințe internaționale de securitate din Europa de Sud-Est, desfășurată la Constanța în parteneriat cu Ministerul Apărării Naționale și instituții europene. Forumul reunește decidenți politici, diplomați, militari și analiști strategici din spațiul euroatlantic și are ca temă principală securitatea în regiunea Mării Negre, în contextul amenințărilor hibride, războiului informațional și tensiunilor generate de agresiunea Rusiei împotriva Ucrainei.
La ediția din 2024, evenimentul a fost deschis de președintele Nicușor Dan, care a salutat inițiativa ca fiind „o platformă strategică necesară” pentru securitatea estică a Europei și pentru consolidarea parteneriatului România–NATO.
Activitatea lui Nițu în acest cadru a fost esențială pentru promovarea unei perspective românești în dialogul internațional privind politica de apărare, cooperarea transatlantică și consolidarea rezilienței strategice în fața influenței ruse și a instabilității din Balcanii de Vest.

## Contribuții la studiile de intelligence în România
Ionel Nițu este considerat unul dintre cei mai influenți experți români în intelligence, contribuind semnificativ la dezvoltarea analizei strategice și a proceselor de luare a deciziilor bazate pe intelligence.
A fost lector universitar la Academia Națională de Informații „Mihai Viteazul”, unde a predat cursuri despre analiza informațiilor și metodologiile de intelligence. A fost profesor invitat sau a susținut prelegeri la Academia de Studii Economice, Universitatea Babeș-Bolyai și alte instituții.
Este autorul mai multor studii despre reformarea sistemului de intelligence din România și adaptarea acestuia la noile amenințări globale, inclusiv cibernetice și hibride.
Cartea sa, Intelligence Analyst Guide: A Digest for Junior Intelligence Analysts (editor, 2011) este prima lucrare despre analiza de intelligence publicată în România și singura recomandată de CIA ca lectură pentru ofițerii de intelligence.

## Lucrări publicate
- Analiza de intelligence. O abordare din perspectiva teoriilor schimbării (Rao, 2023)[12]
- Ars Analytica. Pprovocări și tendințe în analiza de intelligence, în colaborare cu George Maior, (Rao, 2013)[13]
- Ghidul analistului de intelligence. Compendiu pentru analiștii debutanți (Editura ANI „Mihai Viteazul”, 2011) [3]
- Provocări privind implementarea unei reforme unitare și comprehensive în analiza de intelligence (revista Intelligence, 2011) [14]
- Intelligence Analyst Guide: A Digest for Junior Intelligence Analysts (editor, 2013)[15]
- Three Critical Factors in Intelligence Activity: Product, Process, and Personnel (The 3P Project) (American Intelligence Journal, Vol. 30, No. 2, 2012)[16]
- Intelligence Analysis in Romania's SRI: The Critical “Ps”—People, Processes, Products, în colaborare cu Mihaela Matei (International Journal of Intelligence and CounterIntelligence, vol. 25, 2012)[17]

## Controverse
De-a lungul timpului, numele lui Ionel Nițu a fost asociat cu diverse controverse:
- acuzații privind influența New Strategy Center asupra politicilor de securitate și relațiilor României cu NATO și SUA;
- presupusa susținere a revoltelor din Piața Victoriei, prin postări considerate instigatoare;[18]
- afirmații potrivit cărora firma sa, IntelSeCo, ar fi deținut contracte majore de securitate cibernetică cu statul – acuzații negate de acesta, care a precizat că nu mai era acționar la acel moment;[18]
- este fin al lui Florian Coldea. [19]